# Fort d'Hirson
Pour les articles homonymes, voir Dubois.
Le fort d'Hirson, appelé brièvement fort Dubois, est un ouvrage militaire du XIXe siècle, situé sur la commune de Buire, dans l'Aisne.
Le fort est construit entre 1877 et 1880 sous le nom de fort d'Hirson. Il est l'œuvre de l'ingénieur militaire et général français Raymond Adolphe Séré de Rivières. Félix Lhéritier, capitaine du génie, dirigea les travaux réalisés par l'entreprise Adrien Hallier.
Par le décret du 21 janvier 1887, le ministre de la Guerre Georges Boulanger renomme tous les forts, batteries et casernes avec les noms d'anciens chefs militaires. Pour le fort d'Hirson, son « nom Boulanger » est en référence au général français Paul-Alexis Dubois (1754-1796). Le nouveau nom est gravé au fronton de l'entrée. Dès le 13 octobre 1887, le successeur de Boulanger au ministère, Théophile Ferron, abroge le décret. Le fort reprend officiellement son nom précédent, tout en gardant le nom Boulanger à son fronton.
Le fort d'Hirson est un fort d'arrêt. Il avait pour but de protéger la gare d'Hirson et d'empêcher le ravitaillement par voie ferrée d'éventuels envahisseurs. En 1891, la garnison du fort se composait de 103 fantassins, 123 artilleurs et 3 cuisiniers.
En 1912, le fort fut déclassé. Le fort a été en partie détruit.
Il se composait de casernements, d'une boulangerie, de magasins à poudre, d'une tourelle Mougin, de caponnières simples et doubles.
Malgré une opération de déminage effectuée en mai 2006, un grand nombre d'armes restent présents sur place et rendent le fort très dangereux.
Son accès est logiquement interdit.